# جایزه بزرگ ایتالیا ۱۹۵۸
جایزه بزرگ ایتالیا ۱۹۵۸ (انگلیسی: ‎1958 Italian Grand Prix‎) یک مسابقهٔ موتوری در رشتهٔ اتومبیل‌رانی فرمول یک بود که در تاریخ ۷ سپتامبر ۱۹۵۸ در پیست ناتزیوناله مونتزا واقع در مونتزا، ایتالیا برگزار شد. این گراند پری در میان ۱۱ گراند پری در فصل ۱۹۵۸، مسابقهٔ شمارهٔ ۱۰ بود.
در این مسابقه که در ۷۰ دور و به مسافت ۴۰۴٫۵ کیلومتر (۲۵۱٫۳۴۵ مایل) برگزار شد، پول پوزیشن توسط استیرلینگ ماس کسب شد و سریع‌ترین زمان برای طی یک دور پیست که برابر با ۱:۴۲٫۹ بود نیز توسط فیل هیل به ثبت رسید.
تونی بروکز از تیم ون‌وال، مایک هاثورن از تیم فراری و فیل هیل از تیم فراری به‌ترتیب مقام‌های اول تا سوم مسابقه را کسب کردند.

## رده‌بندی قهرمانی پس از مسابقه
|       | جایگاه | راننده        | امتیاز  |
| ----- | ------ | ------------- | ------- |
|       | ۱      | مایک هاثورن   | ۴۰ (۴۳) |
|       | ۲      | استیرلینگ ماس | ۳۲      |
|       | ۳      | تونی بروکز    | ۲۴      |
| ۱     | ۴      | روی سالوادوری | ۱۵      |
| ۱     | ۵      | پیتر کالینز   | ۱۴      |
| منبع: |        |               |         |

|       | جایگاه | سازنده      | امتیاز  |
| ----- | ------ | ----------- | ------- |
|       | ۱      | ون‌وال       | ۴۶ (۴۹) |
|       | ۲      | فراری       | ۴۰ (۵۱) |
|       | ۳      | کوپر-کلیمکس | ۳۱      |
|       | ۴      | بی‌آرام      | ۱۵      |
|       | ۵      | مازراتی     | ۶       |
| منبع: |        |             |         |

یادداشت
- تنها پنج جایگاه نخست از هر رده‌بندی نمایش داده شده‌است.